# Bernd Borchardt
 (mai 2023).
Si vous disposez d'ouvrages ou d'articles de référence ou si vous connaissez des sites web de qualité traitant du thème abordé ici, merci de compléter l'article en donnant les références utiles à sa vérifiabilité et en les liant à la section « Notes et références ».
Bernd Borchardt né le 19 janvier 1955 à Bottrop, est un diplomate allemand. En tant qu'ambassadeur, il est notamment coordinateur de la politique internationale du personnel au ministère fédéral des Affaires étrangères.

## Biographie
Bernd Borchardt étudie la psychologie à l'Université de Münster.
Après avoir atteint le plus haut grade de la fonction publique de la République fédérale d'Allemagne, Bernd Borchardt rejoint la direction des États nordiques au ministère fédéral des Affaires étrangères en 1983.  
De 1986 à 1989, il est le représentant permanent à l'ambassade à Conakry en Guinée. Après un bref passage en tant que représentant permanent à Mogadiscio, il rejoint l'ambassade de Pretoria, où il est attaché politique jusqu'en 1992. En 1994, il déménage à Tallinn en tant que représentant permanent. Bernd Borchardt retourne à Bonn en tant que chef de division adjoint pour l'Europe du Sud-Est jusqu'en 1998, avant de devenir chef adjoint de la mission de vérification de l'OSCE au Kosovo pendant un an. En 2002, il se rend à Bucarest, la capitale roumaine, en tant que représentant permanent. De 2002 à 2006, il est chef du département des relations extérieures de l'UE et chef du département de l'Asie du Sud au ministère fédéral des Affaires étrangères. Il est chef adjoint du département Asie jusqu'en 2007, avant d'être nommé ambassadeur à Tirana, en Albanie, en 2007. En 2010, il devient chef de la division 1-IP du ministère fédéral des Affaires étrangères et, à ce titre coordinateur de la politique internationale du personnel. En 2012, Bernd Borchardt est nommé chef de la mission EULEX sur l'État de droit au Kosovo. Il crée ensuite l'Académie internationale des principes de Nuremberg en tant que directeur fondateur.  
Il dirige la mission de l'OSCE en Albanie à partir d'octobre 2016. 
En 2022, il revient en Albanie en tant qu'historien pour présenter une étude sur la contribution des Albanais au sauvetage des Juifs pendant la Seconde Guerre mondiale.